# Eloy Tato Losada
Eloy Tato Losada (ur. 6 września 1923 w Villadequinta, zm. 18 stycznia 2022 w Ourense) – hiszpański duchowny rzymskokatolicki posługujący w Kolumbii, w latach 1969–1994 biskup Magangué.

## Życiorys
Święcenia kapłańskie przyjął 15 czerwca 1946. 3 maja 1960 został mianowany wikariuszem apostolskim San Jorge ze stolicą tytularną Cardicium. Sakrę biskupią otrzymał 25 lipca 1960. 25 kwietnia 1969 objął rządy w diecezji Magangué. 31 maja 1994 zrezygnował z urzędu.